# Варваричка река
Варваричка река (на македонска литературна норма: Варваричка река) е река в югоизточната част на Северна Македония. Протича през Струмишкото поле.
Реката извира от крайния югоизточен дял на планината Смърдеш, в землището на село Варварица, северозападно от град Струмица, и се влива в река Струмешница.